# Вейрюд, Андерс
Андерс Харальд Вейрюд (швед. Anders Wejryd, род. 8 августа 1948 в Фальчёпинге, Швеция) — архиепископ Церкви Швеции и Доктор богословия, сын Харальда Вейрюда, доктора богословия и пастора. Андерс Вейрюд женат и имеет троих детей.
Он был рукоположён в 1972 году для служения в диоцезе Вестероса. В 1976—1985 он был викарием в Мункторпе, а 1985—1987 в приходе в Арбоге. В 1995 году он стал епископом в Диоцезе Векшё, а в 2006—2014 годах был 69-м архиепископом Уппсалы.
Он также является членом Совета Всемирной лютеранской федерации с 2003 года и председателем Экуменического комитета Церкви Швеции с 2004 года. Он был членом и президентом Академии Смоланда в 1995—2006, а с тех пор является почетным членом Академии.